# 東名化成
東名化成株式会社（とうめいかせい、英: Tomei Kasei Co.,Ltd. ）は、愛知県日進市に本社を置く日本の化成品のメーカー。
倉敷紡績の100%子会社で、ポリウレタンフォーム製品などの製造加工販売を主要事業としている。

## 沿革
- 1969年（昭和44年）11月 - 愛知県日進市で設立される。
- 2001年（平成13年）5月 - ISO 9001認証を取得。
- 2002年（平成14年）12月 - クラボウ東京化成株式会社を統合。同月、ISO 14001認証を取得。
- 2005年（平成17年）12月 - 本社事務所新築。
- 2011年（平成23年） 4月 - インドSPACK社と技術援助契約を締結。
- 2013年（平成25年） 9月 - 埼玉工場新設PUモールドライン操業開始。
- 2013年（平成25年）12月 -  韓国大圓産業株式会社と技術援助契約を締結。
- 2014年（平成26年） 1月 -  インドPIPL社と技術援助契約を締結。
- 2014年（平成26年） 4月 -  インドネシアKBB社と技術援助契約を締結。
- 2014年（平成26年） 9月 -  群馬工場設備埼玉移管、千葉工場設備群馬移管。

## 主要製品
- 自動車用シート
- 自動車用サンバイザー
- 家具用クッション材
- フレームラミネートフォーム

## 所在地

### 主要事業所
本社・日進工場
〒470-0111
愛知県日進市米野木町細口1-6
埼玉工場
〒361-0021
埼玉県行田市富士見町1-18-1
半田工場（旧 武豊工場が現在地に移転）
〒475-0828
愛知県半田市瑞穂町4丁目8-3
三重工場（旧 鈴鹿センターが名称変更）
〒510-0971
三重県四日市市南小松町2572-7
豊田工場
〒444-2225
愛知県豊田市岩倉町西洞35
群馬工場
〒370-0101
群馬県伊勢崎市境東新井1048-1